# Ratpenat cuallarg gros americà
El ratpenat cuallarg gros americà (Nyctinomops macrotis) és una espècie de ratpenat de la família dels molòssids que es troba a l'Argentina, Bolívia, el Brasil, Canadà (Colúmbia Britànica), Colòmbia, Cuba, República Dominicana, l'Equador, la Guaiana Francesa, Guaiana, Haití, Jamaica, Mèxic, el Paraguai, el Perú, Surinam, Estats Units (Arizona, Califòrnia, Colorado, Kansas, Minnesota, Nevada, Nou Mèxic, Oklahoma, Texas i Utah), Uruguai i Veneçuela.